# Fabiana Moraes
Fabiana dos Santos Moraes (Rio de Janeiro, 5 de junho de 1986) é uma barreirista olímpica brasileira. Carioca, Nascida no Hospital Pedro Segundo em Santa Cruz, Zona Oeste do Rio de Janeiro. Fabiana iniciou a vida esportiva em diversas modalidades na Escola Municipal Sindicalista Chico Mendes. Ao participar pela primeira vez nas competições de Atletismo dos Jogos Estudantis de 1998, aos 12 anos de idade, foi vista como um talento e foi convidada para fazer Atletismo no Projeto Social da Escola de Samba Estação Primeira de Mangueira em Outubro de 1998. Convidada pelo Professor Peron, especializou-se nos 100 metros com barreiras no ano de 2001 e passou a ter seu nome como referência na prova desde então.
Em 2004, a atleta foi convidada para treinar em São Paulo. A partir daí começou sua trajetória para firmar seu nome na prova dos 100 metros sobre barreiras no cenário nacional e internacional.
Em 5 de Abril de 2014, a atleta figurou no 3° lugar do ranking mundial, entrou para o seleto hall mundial das corredoras dos 12 segundos nos 100 metros sobre barreiras, ao quebrar pela primeira vez em sua carreira a barreira dos 13 segundos. ao obter a marca de 12”98 em 5 de Abril de 2014, melhor marca de uma brasileira obtida nos últimos 8 anos até então.
No ano de 2017 aos 31 anos, a atleta voltou a melhorar sua marca pessoal ao cravar 12s84 no Grand Prix da cidade de Ávila em 15 de Julho de 2017. Melhorou sua frequência na casa dos 12 segundos aos correr 12s86 (w) para conquistar o título sul-americano adulto em 23 de Junho de 2017 na cidade de assunção-PAR.
Representou o Brasil nos Jogos Olímpicos de Verão de 2016 na prova de 100 metros com barreiras feminino do atletismo.

## Carreira
Em 2005 conquistou o ouro pela primeira vez em uma competição internacional, no Campeonato Sul-Americano Junior. No ano seguinte, competiu pela primeira vez em um evento multiesportivo, conquistando a medalha de prata nos Jogos da Lusofonia de Macau. Viria a conquistar medalha de ouro nos próximos Jogos da Lusofonia, em Lisboa e em 2013 viria a conquistar a medalha de bronze em campeonatos sul-americanos pela segunda vez.
A partir de 2015 Fabiana subiu de nível técnico e participou do Campeonato Mundial de Atletismo de Pequim como convidada. Competiu também no Mundial em pista coberta de 2016, terminando a competição em 14º lugar. Meses depois, alcançou o índice olímpico no Campeonato Ibero-americano, evento no qual conquistou a medalha de ouro. Nos Jogos Olímpicos de Verão de 2016, Fabiana não avançou às semifinais do 100 metros com barreiras, terminando a competição em 35º lugar.

## Resultados internacionais
| Ano                     | Competição                                             | Local                   | Posição                 | Evento                        | Notas                   |
| Representante do Brasil | Representante do Brasil                                | Representante do Brasil | Representante do Brasil | Representante do Brasil       | Representante do Brasil |
| ----------------------- | ------------------------------------------------------ | ----------------------- | ----------------------- | ----------------------------- | ----------------------- |
| 2002                    | Campeonato Sul-Americano Junior                        | Assunção                | 4º                      | 100 m com barreiras (76.2 cm) | 15.03                   |
| 2004                    | Campeonato Sul-Americano Sub-23                        | Barquisimeto            | 3º                      | 100 m com barreiras           | 14.11                   |
| 2005                    | Campeonato Pan-Americano Junior                        | Windsor                 | 6º                      | 100 m com barreiras           | 13.77 (w)               |
| 2005                    | Campeonato Sul-Americano                               | Argentina Rosario       | 1º                      | 100 m com barreiras           | 14.01 (w)               |
| 2006                    | Jogos Sul-Americanos / Campeonato Sul-Americano Sub-23 | Buenos Aires            | 2º                      | 100 m com barreiras           | 14.30                   |
| 2006                    | Jogos da Lusofonia                                     | Macau                   | 2º                      | 100 m com barreiras           | 14.07                   |
| 2007                    | Jogos Pan-Americanos                                   | Rio de Janeiro          | 12º (q)                 | 100 m com barreiras           | 13.75                   |
| 2008                    | Campeonato Ibero-americano                             | Iquique                 | 5º                      | 100 m com barreiras           | 13.97                   |
| 2009                    | Campeonato Sul-Americano                               | Lima                    | 3º                      | 100 m com barreiras           | 13.56                   |
| 2009                    | Jogos da Lusofonia                                     | Lisboa                  | 1º                      | 100 m com barreiras           | 13.32                   |
| 2013                    | Campeonato Sul-Americano                               | Cartagena               | 3º                      | 100 m com barreiras           | 13.21                   |
| 2014                    | Jogos Sul-Americanos                                   | Santiago                | 4º                      | 100 m com barreiras           | 13.46                   |
| 2014                    | Campeonato Ibero-americano                             | São Paulo               | 5º                      | 100 m com barreiras           | 13.28                   |
| 2014                    | Festival Esportivo Pan-Americano de 2014               | Cidade do México        | 4º                      | 100 m com barreiras           | 13.20                   |
| 2015                    | Jogos Pan-Americanos                                   | Toronto                 | 14º (q)                 | 100 m com barreiras           | 13.28 (w)               |
| 2015                    | Campeonato Mundial de Atletismo                        | Pequim                  | 32º (q)                 | 100 m com barreiras           | 13.35                   |
| 2016                    | Campeonato Mundial em Pista Coberta                    | Portland                | 14º (h)                 | 60 m com barreiras            | 8.28                    |
| 2016                    | Campeonato Ibero-americano                             | Rio de Janeiro          | 1º                      | 100 m com barreiras           | 12.91                   |
| 2016                    | Jogos Olímpicos                                        | Rio de Janeiro          | 35º (q)                 | 100 m com barreiras           | 13.22                   |
| 2017                    | Campeonato Sul-Americano                               | Assunção                | 1º                      | 100 m com barreiras           | 12.86 (w)               |
| 2017                    | Campeonato Mundial                                     | Londres                 | 36º (q)                 | 100 m com barreiras           | 13.40                   |

## Melhores marcas pessoais
A tabela a seguir lista as melhores marcas de Vitória Rosa por prova:
| Prova                          | Marca   | Local               | Data                    |
| ------------------------------ | ------- | ------------------- | ----------------------- |
| 100 metros com barreiras       | 12,84 s | Ávila               | 15 de julho de 2017     |
| Salto em altura                | 1,70 m  | São Paulo           | 3 de junho de 2004      |
| 4x100 metros                   | 46,73 s | São Paulo           | 17 de setembro de 2010  |
|                                |         |                     |                         |
| 60 metros indoor               | 8,03 s  | Ithaca              | 18 de fevereiro de 2012 |
| 55 metros com barreiras indoor | 8,08 s  | Gainesville         | 14 de janeiro de 2012   |
| 60 metros com barreiras indoor | 8,08 s  | São José dos Campos | 13 de fevereiro de 2016 |